# كريس نوث
كريس نوث (بالإنجليزية: Chris Noth)‏ مواليد 13 نوفمبر 1954 في ويسكونسن، الولايات المتحدة، هو ممثل أمريكي بدأ مسيرته الفنية عام 1981.

## الأعمال

### أفلام
- منبوذ
- الجنس والمدينة 2
- البيت الزجاجي
- من أعلى تلة الخشخاش
- لوفلاس

## روابط خارجية
- كريس نوث على موقع IMDb (الإنجليزية)
- كريس نوث على موقع الموسوعة البريطانية (الإنجليزية)
- كريس نوث على موقع ألو سيني (الفرنسية)
- كريس نوث على موقع أول موفي (الإنجليزية)
- كريس نوث على موقع قاعدة بيانات برودواي على الإنترنت (الإنجليزية)
- كريس نوث على موقع قاعدة بيانات الأفلام السويدية (السويدية)
- كريس نوث على موقع إن إن دي بي (الإنجليزية)
- كريس نوث على موقع قاعدة بيانات الفيلم (الإنجليزية)
- كريس نوث على موقع كينوبويسك (الروسية)